# فندق كراون بلازا بيروت
فندق كراون بلازا بيروت هو فندق خمسة نجوم ضمن سلسلة فنادق كراون بلازا، تم افتتاحه في 22 سبتمبر 2001،  وهو أول فندق كراون بلازا يتم افتتاحه في لبنان،  يعد البرج الحديث للفندق علامة بارزة على المناظر الطبيعية، ويطل على شارع الحمرا في وسط مدينة الحمرا،  ومدير الفندق هو فادي صوايا في أوائل عام 2012.

## المرافق
بني «برج التاج» في سنة 2002 وكان سمير خير الله وشركاه هو مهندسة المعماري، ويحتوي الفندق على 27 طابقًا فوق الأرض، مع تسعة مصاعد وأربعة سلالم متحركة، بارتفاع 117 متر (384 قدم)، ويغطي مساحة 14.45 by 38 متر (47.4 by 124.7 قدم). ويقيم العديد من رجال الأعمال والسائحين في الفندق الذي يقع في قلب الحي التجاري في بيروت، ويطل على البحر الأبيض المتوسط من معظم الطوابق. عندما افتتح الفندق كان يضم 168 غرفة و 31 جناحًا،  ويحتوي على ثلاثة طوابق تنفيذية لرجال الأعمال مع صالة خاصة برجال الأعمال.

## المؤتمرات
يستضيف الفندق مؤتمرات وورش عمل بانتظام، وفي مارس 2008 استضاف المؤتمر الافتتاحي للصندوق العربي لليمين العربي،  وفي يوليو 2008 استضاف دورتين تدريبيتين مهنيتين تمولهما وتنفذهما وكالة الأمم المتحدة لإغاثة وتشغيل اللاجئين الفلسطينيين بالتعاون مع هيئة المعونة الشعبية النرويجية (NPA). وفي أكتوبر 2008 عقدت منظمة أوكسفام وشبكة المنظمات غير الحكومية العربية للتنمية (ANND) حلقة دراسية في الفندق للاحتفال بيوم الأغذية العالمي،  وفي ديسمبر 2010 استضاف الفندق مؤتمر «تعزيز رسم السياسات الصحية في إقليم شرق المتوسط»، وهو ورشة عمل لمدة يومين لمناقشة تنسيق الرعاية الصحية في المنطقة، حضرها وزير الصحة محمد جواد خليفة وآخرون. وفي أبريل 2011 استضاف فندق كراون بلازا ورشة عمل لإعداد المختار للتعامل مع حل النزاعات.
وفي 18 سبتمبر 2012، اجتمعت المجموعة الدولية «لا تنسى صبرا وشاتيلا» في الفندق للاحتفال بالذكرى الثلاثين للمذبحة. كما استضاف فندق كراون بلازا مؤتمر العالم الإسلامي وأوروبا: من الحوار نحو التفاهم.

## روابط خارجية
- الموقع الرسمي
- فنادق لبنان
- تصوير

## طالع
- برج الحافة (بيروت)
- قائمة أطول المباني في لبنان